# Sebring (Ohio)
Sebring è un villaggio degli Stati Uniti d'America, situato nello stato dell'Ohio, nella contea di Mahoning.